# Одомцыно
Одомцыно — деревня в Междуреченском районе Вологодской области. Стоит близ впадения реки Коробовка в реку Белый Шингарь.
Входит в состав Ботановского сельского поселения, с точки зрения административно-территориального деления — в Ботановский сельсовет.
Расстояние по автодороге до районного центра Шуйского — 34 км, до центра муниципального образования Игумницева — 2 км. Ближайшие населённые пункты — Игумницево, Гаврилищево, Пазухино, Новоселка.
По переписи 2002 года население — 11 человек.